# Brachythecium ryanii
Brachythecium ryanii är en bladmossart som beskrevs av Kaurin 1888. Brachythecium ryanii ingår i släktet gräsmossor, och familjen Brachytheciaceae. Inga underarter finns listade i Catalogue of Life.